# Забіне Ауер
Забіне Ауер (нім. Sabine Auer; нар. 2 жовтня 1966) — колишня німецька тенісистка.
Найвищу одиночну позицію світового рейтингу — 125 місце досягла 21 листопада 1988, парну — 342 місце — 8 травня 1989 року.
Здобула 2 одиночні та 1 парний титул туру ITF.
Завершила кар'єру 1993 року.

## Фінали ITF

### Одиночний розряд (2–1)
| Результат | Ранг | Дата           | Турнір                            | Покриття | Суперниця      | Рахунок       |
| --------- | ---- | -------------- | --------------------------------- | -------- | -------------- | ------------- |
| Поразка   | 1.   | 3 серпня 1987  | Реда-Віденбрюк, Західна Німеччина | Ґрунт    | Таня Вайгль    | 4–6, 2–6      |
| Перемога  | 2.   | 10 серпня 1987 | Дармштадт, Західна Німеччина      | Ґрунт    | Мартіна Павлік | 7–5, 6–2      |
| Перемога  | 3.   | 7 січня 1991   | Бамберг, Німеччина                | Килим    | Петра Голубова | 7–6, 4–6, 6–4 |

### Парний розряд (1–2)
| Результат | Ранг | Дата          | Турнір                     | Покриття | Партнерка  | Суперниці                         | Рахунок       |
| --------- | ---- | ------------- | -------------------------- | -------- | ---------- | --------------------------------- | ------------- |
| Перемога  | 1.   | 1 січня 1990  | Бамберг, Західна Німеччина | Килим    | Гайке Томс | Кора Гофманн Александра Зайфарт   | 6–4, 6–2      |
| Поразка   | 2.   | 7 січня 1991  | Бамберг, Німеччина         | Килим    | Гайке Томс | Штеффі Меннінг Мартіна Павлік     | 4–6, 7–6, 3–6 |
| Поразка   | 3.   | 11 січня 1993 | Кобург (місто), Німеччина  | Килим    | Гайке Томс | Івана Гаврлікова Павліна Райзлова | 3–6, 0–6      |